# Manéssé
Manéssé är en ort i Burkina Faso.   Den ligger i regionen Plateau-Central, i den centrala delen av landet, 90 km öster om huvudstaden Ouagadougou. Manéssé ligger 286 meter över havet och antalet invånare är 836.
Terrängen runt Manéssé är platt. Närmaste större samhälle är Mogtédo, 19,3 km nordväst om Manéssé.
Omgivningarna runt Manéssé är en mosaik av jordbruksmark och naturlig växtlighet. Runt Manéssé är det ganska tätbefolkat, med 78 invånare per kvadratkilometer.